# 10. březen
10. březen je 69. den roku podle gregoriánského kalendáře (70. v přestupném roce). Do konce roku zbývá 296 dní. Svátek má Viktorie.

## Události

### Česko
- 1222 – Král Přemysl Otakar I. vydal Velké privilegium české církve, církev se stala samostatným stavem.
- 1357 – Rožmberkové po roztržce dosvědčili svou věrnost panovníkovi Karlu IV.
- 1393 – Jan Nepomucký potvrdil nového kladrubského opata, jmenovaného Janem z Jenštejna. To neobyčejně rozlítilo Václava IV. a rozhodl se potrestat viníky. Jan Nepomucký na to doplatil smrtí.
- 1417 – Pražská univerzita vyhlásila oprávněnost přijímání pod obojí všemi věřícími. Tím se definitivně rozešla s katolickou církví a stala zdrojem věroučných myšlenek husitského hnutí.
- 1945 – byla zahájena Ostravsko-opavská operace sovětských a československých vojsk, která skončila osvobozením Ostravy a okolních měst a obcí od nacistické okupace.
- 1951 – Pražský arcibiskup Josef Beran zatčen.
- 1994 – Česká republika se připojila k projektu Partnerství pro mír.
- 1999
  - Česká vláda rozhodla, že prodá co nejrychleji státní podíly ve dvou bankách: České spořitelně a Komerční bance. Český stát vyměnil vedení České spořitelny. V dozorčí radě ovšem nadále zůstala Livia Klausová, manželka předsedy ODS a Poslanecké sněmovny.
  - Ústavní soud v Brně rozhodl, že se původním vlastníkům mohou vracet i tzv. „národní kulturní památky“
- 2005 – Nejvyšší soud v Brně zprostil viny Michala Zítka, který v roce 2000 vydal český překlad knihy Adolfa Hitlera Mein Kampf (Můj boj). Zítko byl obviněn z podpory a propagace hnutí potlačujících lidská práva. Nejvyšší soud konstatoval, že obžalovaný neměl v úmyslu taková hnutí propagovat.
- 2006 – Tiskové agentury oznámily, že podnikatel Petr Kellner se stal prvním Čechem, kterého americký časopis Forbes zařadil mezi nejbohatší lidi na světě.

### Svět
- 0241 př. n. l. – proběhlo v rámci první punské války rozhodující námořní střetnutí mezi flotami Kartága a římské republiky – bitva u Aegatských ostrovů.
- 0298 – Římský císař Maximianus skončil svoje severoafrické tažení proti Berberům a vítězně vtáhl do Kartága
- 0418 – Židům není dovoleno zastávat jakýkoliv veřejný úřad v antickém Římě
- 1535 – Španělský biskup Tomás de Berlanga z Panamy objevil Islas Galapágos (Želví ostrovy).
- 1578 – Anglická královna Alžběta I. darovala Johanu Casimirovi 20 000 liber na podporu holandského povstání.
- 1624 – Anglie vyhlásila válku Španělsku
- 1876 – Graham Bell provedl svůj první telefonický hovor
- 1959 – Tibetské národní povstání
- 1978 – Skončil let prvního československého kosmonauta Vladimíra Remka.
- 2001
  - Založena Free Software Foundation Europe.
  - Mluvčí Tálibánu Abdal Hají Mutmain oznámil, že demolice soch Buddhů z Bamjánu je téměř u konce.
- 2005 – Novým vůdcem čečenských separatistů se po zabitém Aslanu Maschadovovi stal Abdul Chalim Sajdullajev.

## Narození

### Česko

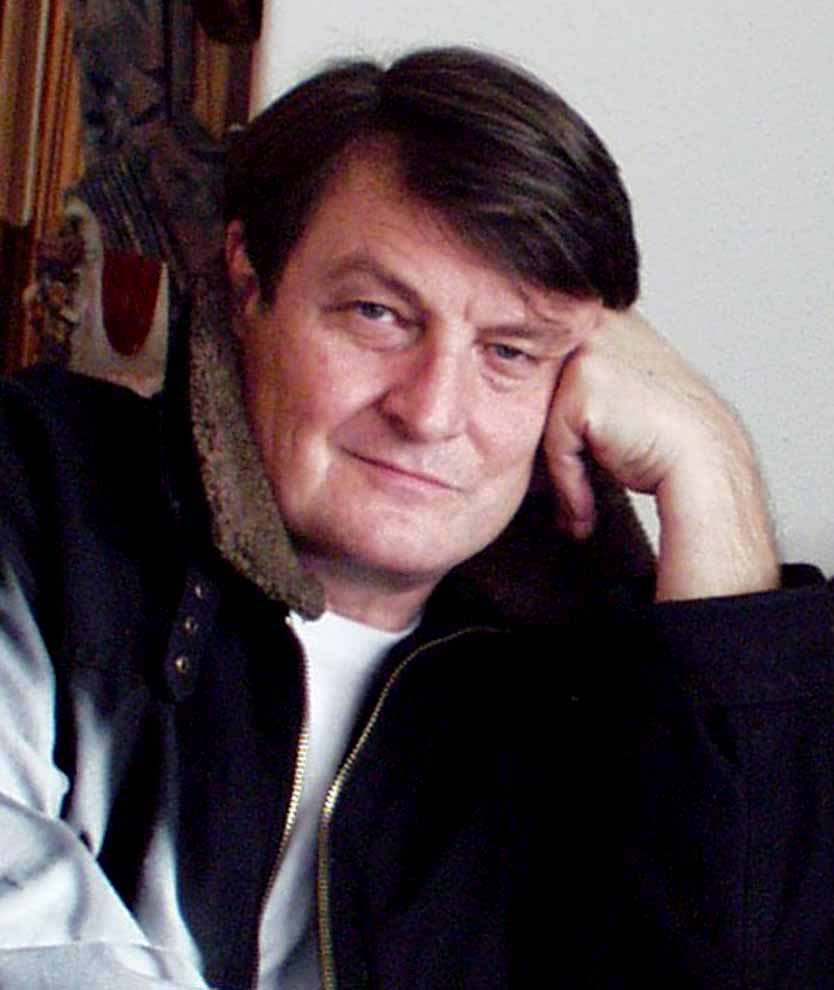
Ladislav Štaidl (1945–2021)

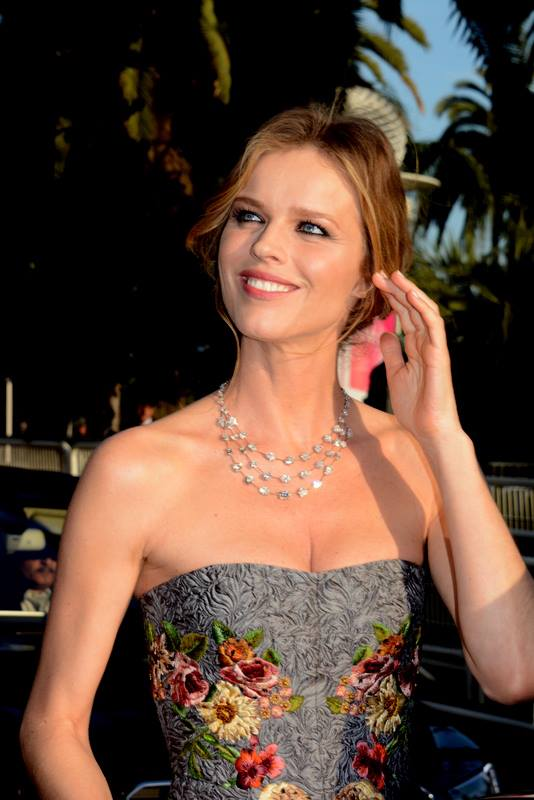
Eva Herzigová (* 1973)

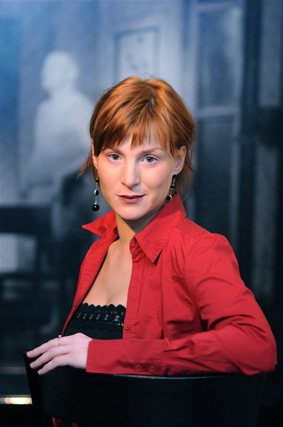
Lenka Krobotová (* 1977)

- 1535 – Vilém z Rožmberka, významný český aristokrat a nejvyšší purkrabí českého království († 31. srpna 1592)
- 1821 – Petr Mužák, středoškolský profesor krasopisu a kreslení († 8. února 1892)
- 1826 – Ferdinand Michl, kanovník litoměřické kapituly († 7. března 1901)
- 1827 – Elias Palme, sklářský průmyslník, zakladatel továrny na výrobu lustrů († 31. prosince 1893)
- 1834 – Mathias Pangerl, historik a archivář († 14. ledna 1879)
- 1839 – Gustav Wiedersperg, český šlechtic a politik († 8. května 1898)
- 1845 – Vojtěch Mayerhofer, český novinář a redaktor Ottova slovníku naučného (nalezen mrtev 23. července 1899)
- 1853 – Karel Maydl, lékař, zakladatel české chirurgie († 8. srpna 1903)
- 1859 – Jozef Miškovský, český novinář, spisovatel, nakladatel a historik († 14. července 1940)
- 1862 – Rudolf Gudrich, zakladatel českého hasičstva ve Slezsku († 13. září 1937)
- 1868 – Jindřich Uzel, zoolog, entomolog, fytopatolog († 19. května 1946)
- 1865 – Ernst Zenker, novinář a politik († 18. srpna 1945)
- 1872 – Ctibor Bezděk, lékař, spisovatel, pacifista, filantrop († 22. února 1956)
- 1877 – Jindřiška Konopásková, básnířka a spisovatelka († 31. března 1947)
- 1878 – Jozef Branecký, československý politik slovenské národnosti († 17. října 1941)
- 1887 – Anatol Provazník, hudební skladatel a varhaník († 24. listopadu 1950)
- 1895 – František Michálek, český varhaník a hudební skladatel († 18. listopadu 1951)
- 1902 – Jaroslav Soukup, kněz, misionář v Peru a botanik († 14. listopadu 1989)
- 1908 – Vendelín Opatrný, československý velitel, padl u Dukelského průsmyku († 31. října 1944)
- 1921 – Josef Šimon, politik, člen několika vlád Československa († 18. prosince 2003)
- 1923 – Zdenka Bergrová, česká básnířka a překladatelka († 22. května 2008).
- 1924
  - Čestmír Adam, politik († 6. června 1999)
  - Ivo Toman, český scenárista a filmový režisér († 23. prosince 1994)
- 1926 – Dagmar Hochová, fotografka († 16. dubna 2012)
- 1927 – Antonín Procházka, soudce Ústavního soudu († 9. února 2006)
- 1930 – Josef Havel, pěstitel a šlechtitel růží († 12. února 2008)
- 1932 – Eduard Cupák, filmový a divadelní herec († 23. června 1996)
- 1933
  - Zdeněk Frolík, český matematik († 3. května 1989)
  - František Hobizal, kněz a spisovatel († 8. července 2001)
- 1934 – Alexandr Stich, český jazykovědec a literární historik, bohemista († 26. ledna 2003)
- 1939 – Milan Bakeš, český právník
- 1943 – Viktor Růžička, český kameraman († 13. února 2014)
- 1944
  - Pavel Novák, český zpěvák a skladatel († 11. února 2009)
  - Michal Polák, zpěvák a kytarista († 15. březen 2021)
- 1945 – Ladislav Štaidl, kytarista, pianista, dirigent, skladatel, textař († 30. ledna 2021)
- 1948 – Jiří Lamberk, český lékař a spisovatel
- 1949 – Pavel Tollner, český politik
- 1950
  - Jiří Cieńciała, ministr průmyslu a obchodu ČR
  - Petr Kalandra, bluesový zpěvák a kytarista († 7. září 1995)
- 1954 – Přemysl Rut, klavírista, zpěvák, divadelní režisér, herec, spisovatel
- 1955 – Slavomír Lener, hokejista a reprezentační trenér
- 1958 – Kamil Jankovský, ministr pro místní rozvoj ČR
- 1960 – Vladimír Piskoř, překladatel z finštiny, ruštiny a angličtiny
- 1968 – Pavel Srniček, český fotbalista († 29. prosince 2015)
- 1973 – Eva Herzigová, česká supermodelka a herečka
- 1977 – Lenka Krobotová, herečka
- 1982 – Kryštof Hádek, herec
- 1994 – Monika Bagárová, česká zpěvačka a finalistka Československé Superstar

### Svět

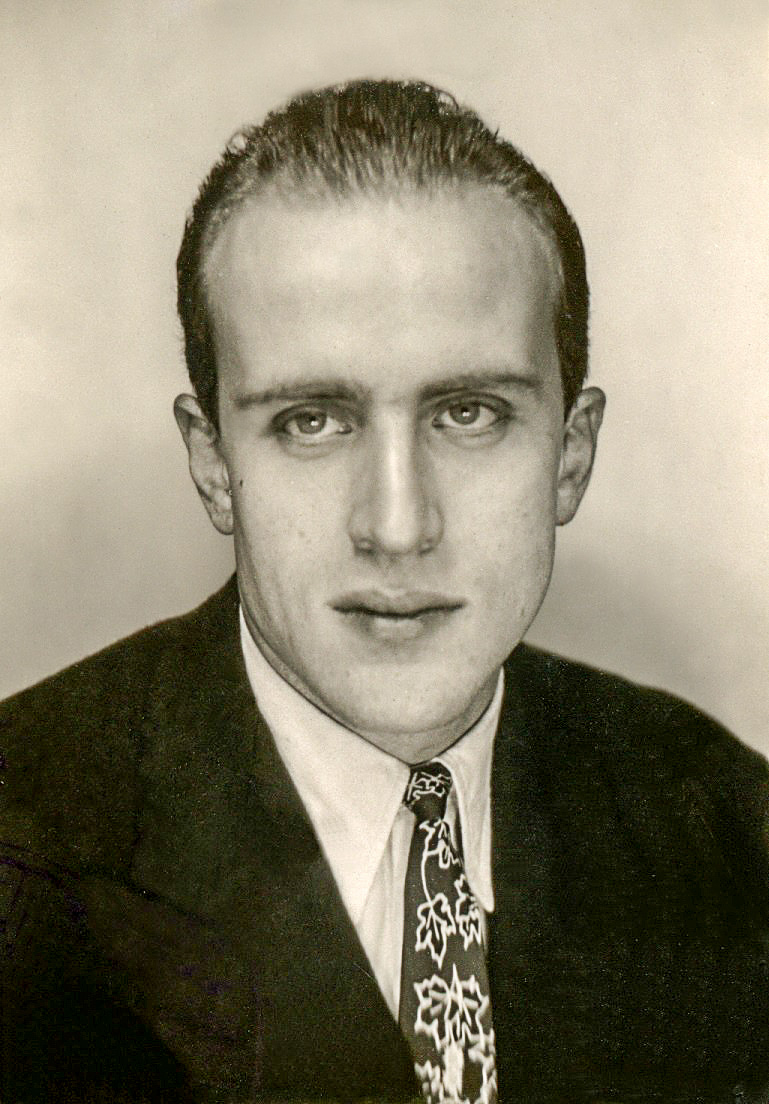
Boris Vian (* 1920)

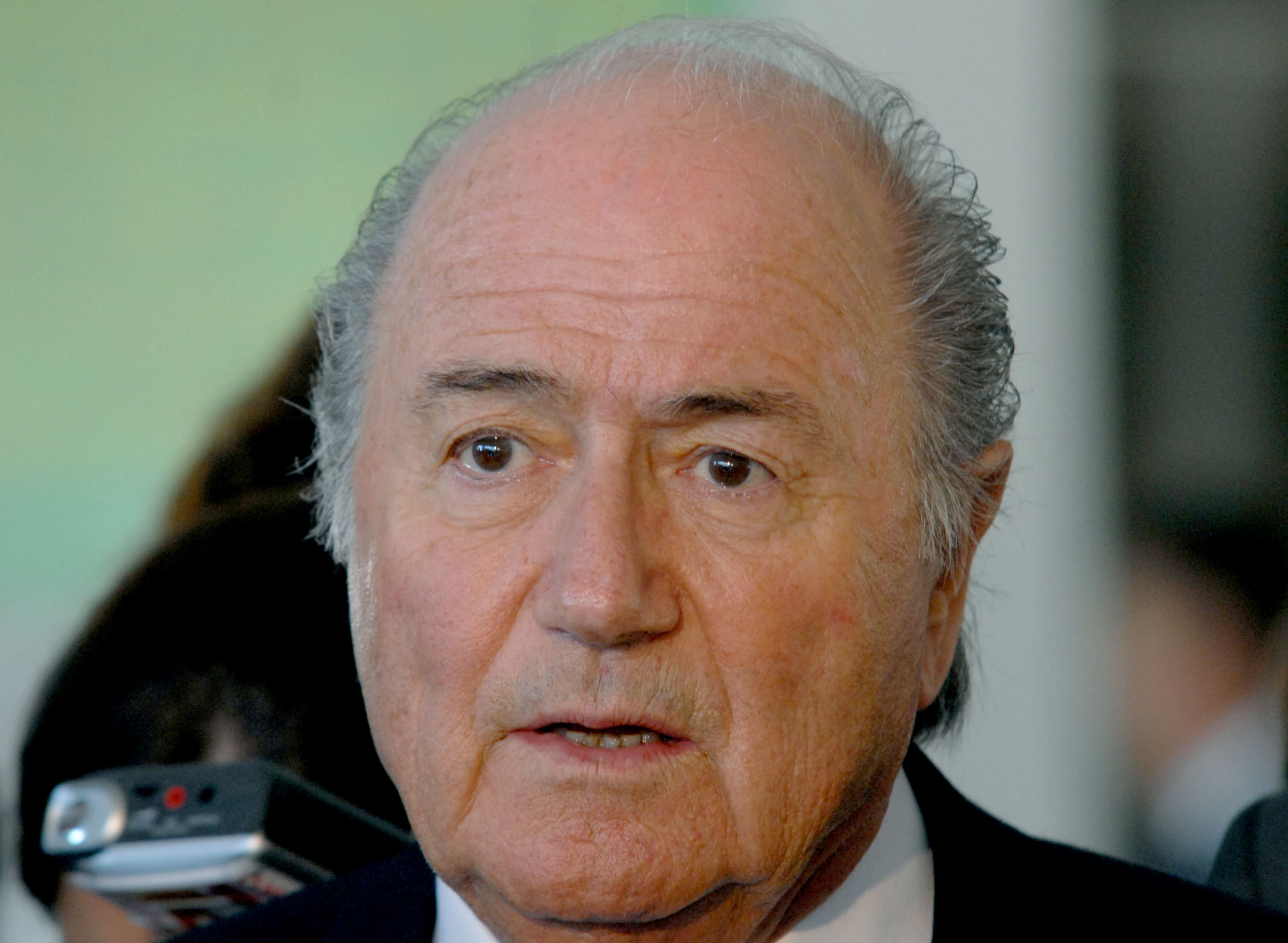
Sepp Blatter (* 1936)

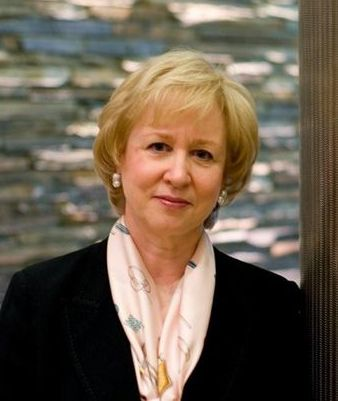
Kim Campbellová (* 1947)

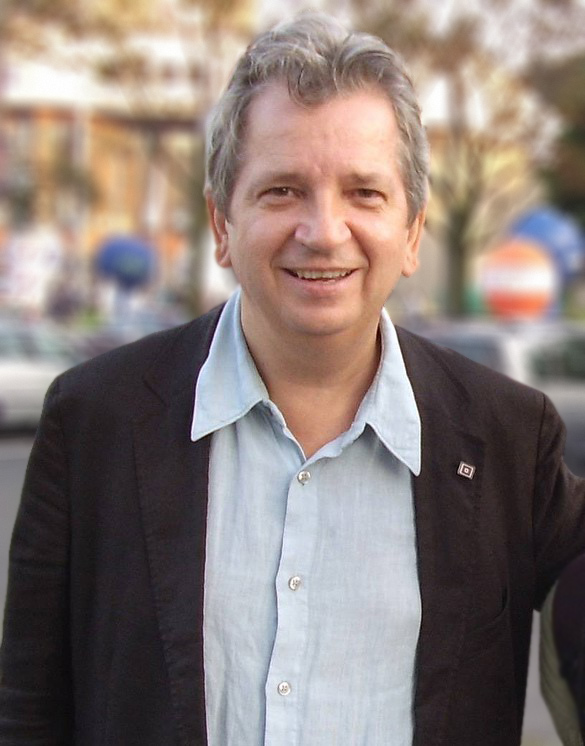
Juliusz Machulski (* 1955)

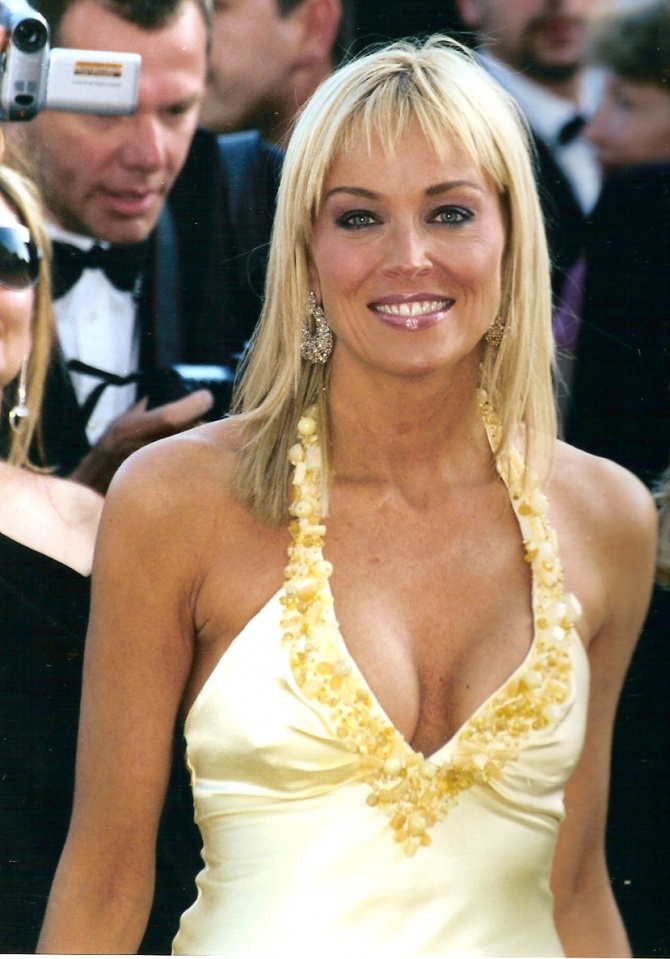
Sharon Stone (* 1958)

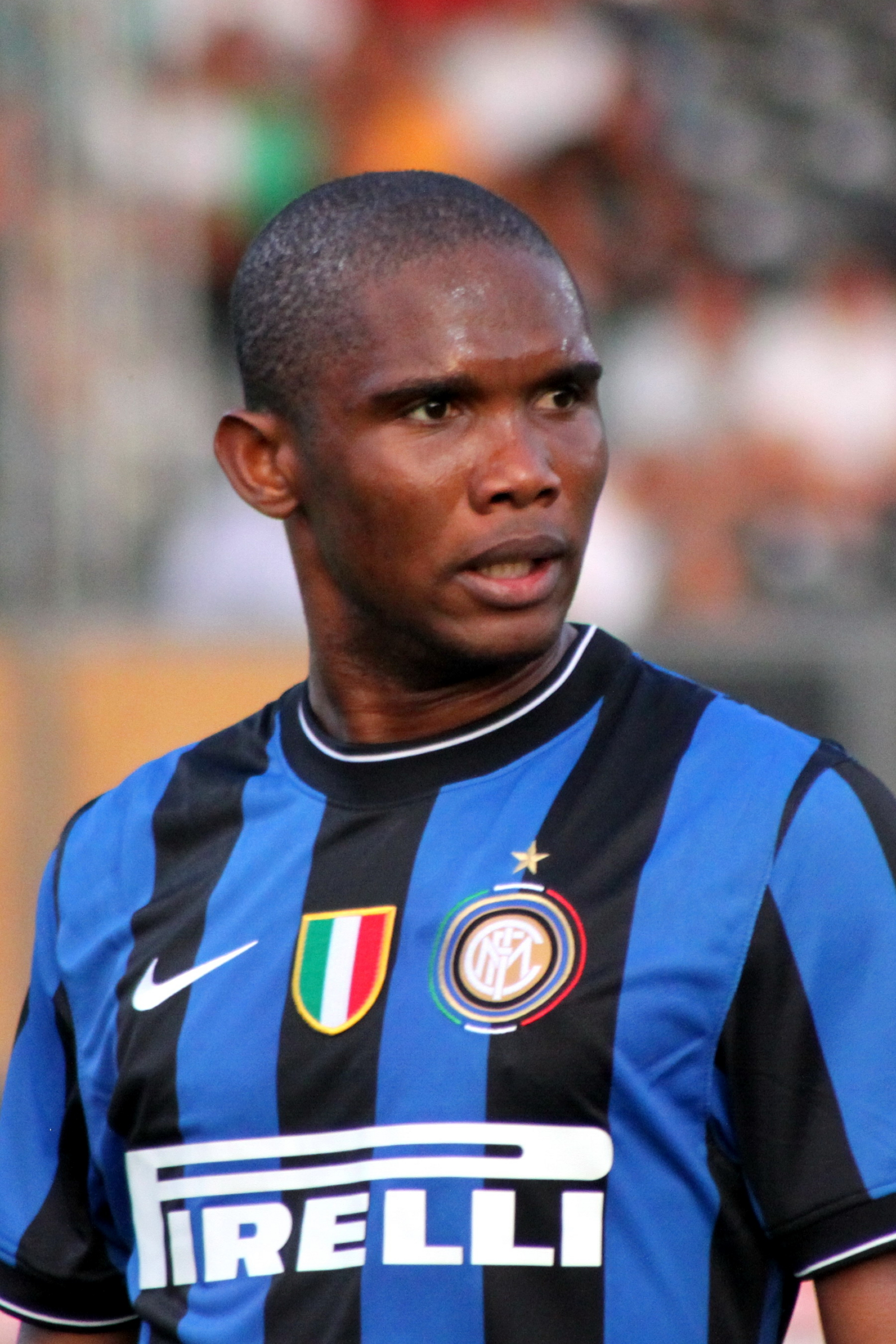
Samuel Eto’o (* 1981)

- 1415 – Vasilij II., středověký ruský panovník, velkokníže moskevský († 27. dubna 1462)
- 1452 – Ferdinand II. Aragonský, král sicilský a aragonský, spolusjednotitel Španělska († 23. ledna 1516)
- 1503 – Ferdinand I. Habsburský, císař římský, král český a uherský († 25. července 1564)
- 1549 – Svatý František Solano, španělský misionář v Jižní Americe († 14. července 1610)
- 1604 – Johann Rudolf Glauber, německo-nizozemský alchymista, chemik a lékař. († 16. března 1670)
- 1628 – Marcello Malpighi, italský lékař a přírodovědec († 30. listopadu 1694)
- 1653 – John Benbow, anglický admirál († 4. listopadu 1702).
- 1749 – Lorenzo da Ponte, italský básník a libretista († 17. srpna 1838)
- 1760 – Leandro Fernandez de Moratín, španělský dramatik († 2. června 1828)
- 1772 – Friedrich Schlegel, německý filosof, literární kritik a překladatel († 11. ledna 1829)
- 1776 – Luisa Meklenbursko-Střelická, pruská královna, manželka Fridricha Viléma III. († 19. července 1810)
- 1788 – Joseph von Eichendorff, německý spisovatel († 26. listopadu 1857)
- 1791 – Ángel de Saavedra, španělský básník, dramatik a politik († 22. června 1865)
- 1804 – Ida Anhaltská, manželka oldenburského velkovévody Augusta († 31. března 1828)
- 1810 – Auguste Boniface Ghiesbreght, belgický botanik a cestovatel († 7. února 1893)
- 1829 – William H. Getchell, americký fotograf († srpen 1910)
- 1833 – Pedro Antonio de Alarcón, španělský spisovatel a politik († 19. července 1894)
- 1844 – Pablo de Sarasate, španělský houslista a hudební skladatel († 20. září 1908)
- 1845 – Alexandr III. Alexandrovič, ruský car († 20. října 1894)
- 1849 – Ľudovít Vladimír Rizner, zakladatel slovenské bibliografie († 7. října 1913)
- 1850 – Spencer Gore, anglický tenista a hráč kriketu († 19. dubna 1906)
- 1858 – Henry Watson Fowler, britský jazykovědec a lexikograf († 26. prosince 1933)
- 1865 – Julian Nowak, polský lékař a politik († 7. listopadu 1946)
- 1867 – Hector Guimard, francouzský architekt († 20. května 1942)
- 1870 – Eugène Michel Antoniadi, řecký astronom († 10. února 1944)
- 1879 – Hans Luther, německý říšský kancléř († 11. května 1962)
- 1880 – Vladislav Petković Dis, srbský básník († 16. května 1917)
- 1887 – Tošicugu Takamacu, učitel bojových umění († 2. dubna 1972)
- 1888 – Ivan Stodola, slovenský lékař, dramatik a spisovatel († 26. března 1977)
- 1889 – Taavi Tamminen, finský zápasník, mistr světa († 19. ledna 1967)
- 1892 – Arthur Honegger, švýcarský hudební skladatel († 27. listopadu 1955)
- 1898 – Wavell Wakefield, anglický ragbista a podnikatel († 12. srpna 1983)
- 1903 – Bix Beiderbecke, americký jazzový kornetista, klavírista, hudební skladatel († 6. srpna 1931)
- 1907 – Toni Frissellová, americká fotografka († 17. dubna 1988)
- 1908 – Kristjan Palusalu, estonský zápasník, olympijský vítěz († 17. července 1987)
- 1918
  - Karel Ludvík Habsbursko-Lotrinský, pátý potomek rakouského císaře Karla I. († 11. prosince 2007)
  - Günther Rall, německý letec, stíhací eso Luftwaffe během druhé světové války († 4. října 2009)
- 1920 – Boris Vian, francouzský spisovatel a hudebník († 23. června 1959)
- 1923 – Val Logsdon Fitch, americký jaderný fyzik († 5. února 2015)
- 1925 – Manolis Anagnostakis, řecký básník († 23. června 2005)
- 1927 – Jupp Derwall, německý fotbalový trenér († 26. června 2007)
- 1928
  - Elda Grin, arménská spisovatelka a psycholožka († 27. října 2016)
  - James Earl Ray, vrah Martina Luthera Kinga († 23. dubna 1998)
- 1932 – Anatolij Roščin, sovětský zápasník, olympijský vítěz
- 1933 – Harri Pritchard Jones, velšský spisovatel, kritik a psychiatr († 11. března 2015)
- 1936 – Sepp Blatter, švýcarský fotbalový funkcionář, 8. prezident FIFA
- 1938 – Dave Alexander, americký bluesový klavírista a zpěvák († 8. ledna 2012)
- 1939 – Irina Pressová, sovětská sprinterka, dvojnásobná olympijská vítězka († 21. února 2004)
- 1940 – Chuck Norris, americký herec
- 1941
  - Vladimír Holloš, slovenský kameraman
  - Péter Mansfeld, jedna z nejmladších obětí komunismu v Maďarsku († 21. března 1959)
- 1943 – Peter Tremayne, britský spisovatel a historik
- 1945 – Min Tanaka, japonský herec a tanečník
- 1947 – Kim Campbellová, kanadská politička, právnička, diplomatka a spisovatelka
- 1949 – Larry Wall, kanadský vývojář, autor programovacího jazyka Perl
- 1950 – Colin McGinn, anglický filozof
- 1952
  - Morgan Tsvangirai, premiér Zimbabwe
  - Mikael Ericsson, švédský violoncellista
- 1954 – Luc Dardenne, belgický scenárista a filmový režisér
- 1955 – Juliusz Machulski, polský filmový režisér, producent, herec, scenárista
- 1956
  - Mitchell Lichtenstein, americký herec a režisér
  - Helmut Lang, rakouský umělec a módní návrhář
  - Robert Llewellyn, anglický herec a scenárista
- 1957
  - Graham Broad, britský bubeník
  - Usáma bin Ládin, saúdskoarabský terorista († 2011)
- 1958 – Sharon Stoneová, americká herečka, modelka a producentka
- 1970 – Fofão, brazilská volejbalistka
- 1971 – Timbaland, americký hudební producent
- 1979 – Edi Gathegi, americký herec
- 1981 – Samuel Eto'o, kamerunský fotbalista
- 1983
  - Lashinda Demusová, americká atletka
  - Carrie Underwoodová, americká zpěvačka
- 1984 – Olivia Wildeová, americká herečka a modelka
- 1992 – Emily Osmentová, americká herečka a zpěvačka
- 1997 – Belinda Bencicová, švýcarská tenistka
- 1999 – Kai Harada, japonský sportovní lezec

## Úmrtí

### Česko

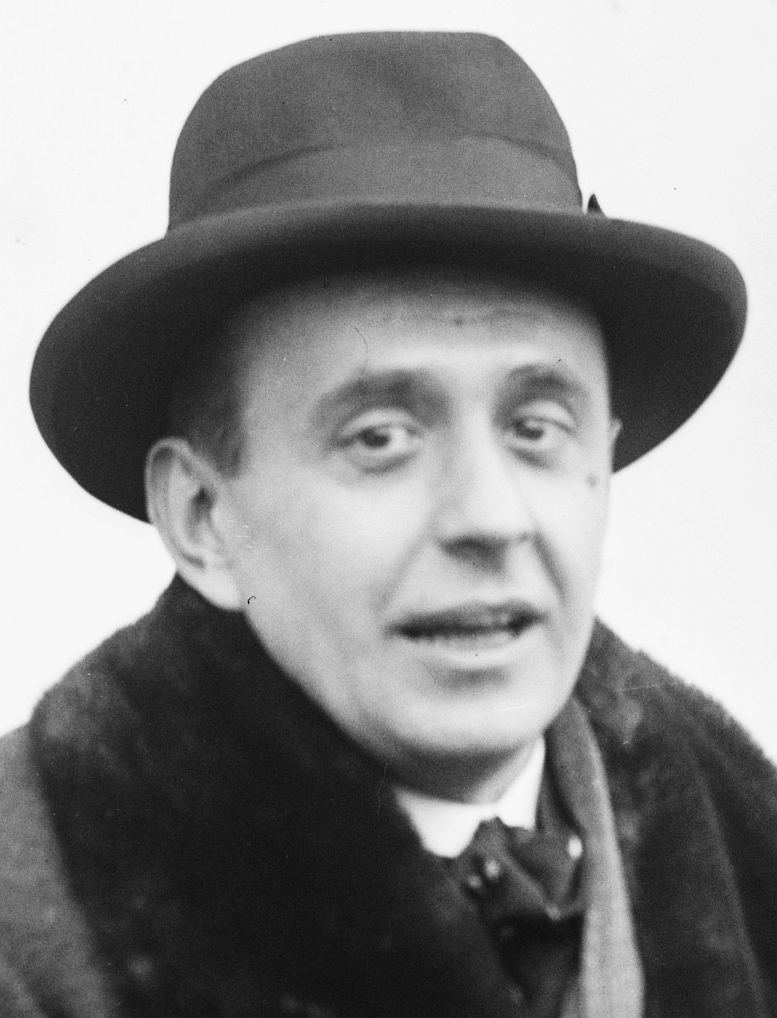
Jan Masaryk († 1948)

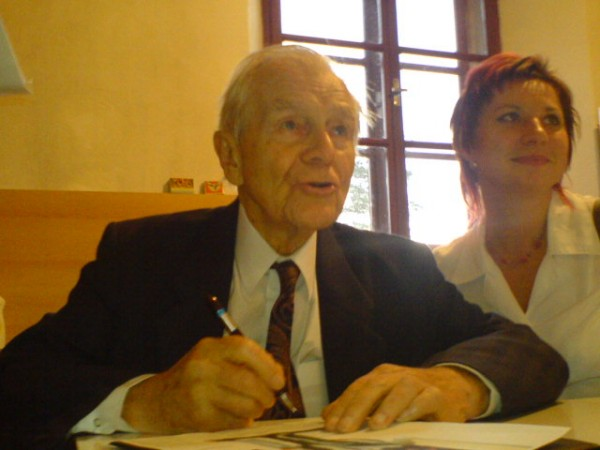
Radovan Lukavský († 2008)

- 1804 – Josef Rosenauer, inženýr, stavitel Schwarzenberského kanálu (* 26. února 1735)
- 1870 – Ignaz Moscheles, český klavírní virtuóz a skladatel (* 23. května 1794)
- 1918 – František Němec, český sochař (* 5. ledna 1882)
- 1922 – Jan Hanuš Sitt, česko-německý houslista a violista, hudební skladatel a pedagog (* 21. září 1850)
- 1942
  - Rudolf Tayerle, československý politik (* 26. srpna 1877)
  - Alfred Berger, český pedagog a matematik (* 16. února 1882)
- 1948 – Jan Masaryk, diplomat, československý ministr zahraničí, syn prezidenta Tomáše Garrigua Masaryka (* 14. září 1886)
- 1955 – Vladimír Krno, československý politik maďarské národnosti (* 21. června 1874)
- 1961 – Ladislav Daněk, československý právník a politik (* 22. dubna 1889)
- 1968 – Jan Poláček, sběratel hanáckých a slováckých lidových písní (* 12. listopadu 1896)
- 1970
  - Josef Schieszl, čs. ministr sociální péče a zdravotnictví (* 30. dubna 1876)
  - František Píšek, český odborník na slévárenství a hutnictví, akademik ČSAV (* 24. dubna 1886)
- 1973 – Ivan Dérer, československý politik, ministr několika vlád (* 2. března 1884)
- 1982 – Lubomír Nácovský, československý olympionik, sportovní střelec (* 26. května 1935)
- 1986 – Jaroslava Vondráčková, česká textilní výtvarnice a spisovatelka (* 5. ledna 1894)
- 1988 – Luděk Nekuda, hudebník-trumpetista, zpěvák, textař, scenárista a dramaturg (* 10. října 1942)
- 1995 – Michal Tučný, český zpěvák country hudby (* 11. ledna 1947)
- 2008 – Radovan Lukavský, český herec (* 1. listopadu 1919)
- 2000 – Jiří Bielecki, český výtvarník (* 21. srpna 1929)
- 2011
  - Jaroslav Čermák, příslušník francouzského protinacistického odboje, oběť komunismu (* 30. července 1929)
  - Přemysl Hauser, jazykovědec (* 16. dubna 1921)
- 2013
  - Pavel Trenský, teatrolog, filolog a pedagog českého původu (* 24. března 1929)
  - Vojtěch Bartek, český fotograf a pedagog (* 19. října 1942)

### Svět

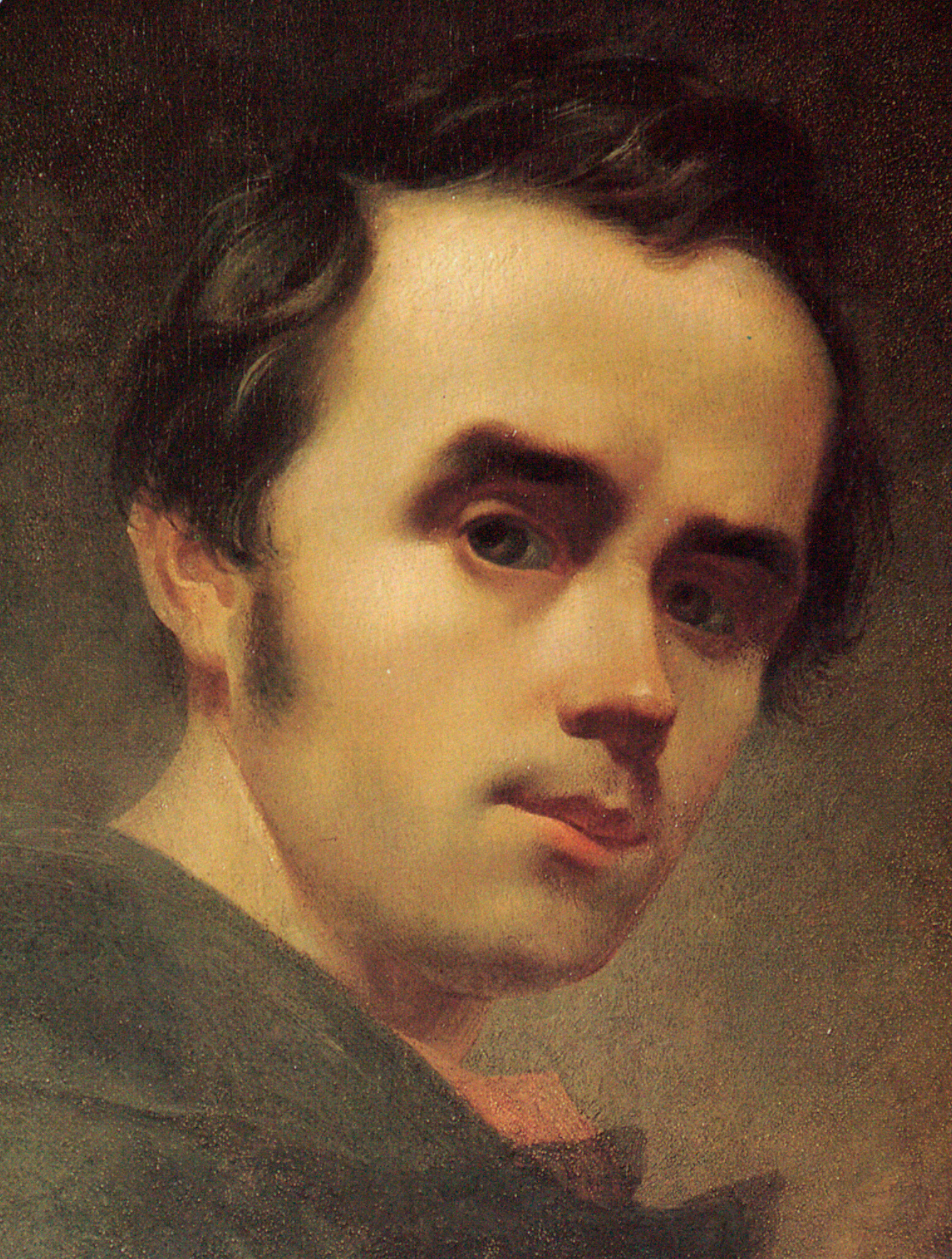
Taras Ševčenko († 1861)

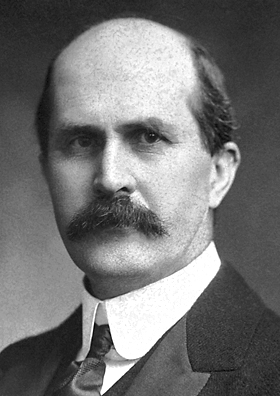
William Henry Bragg († 1942)

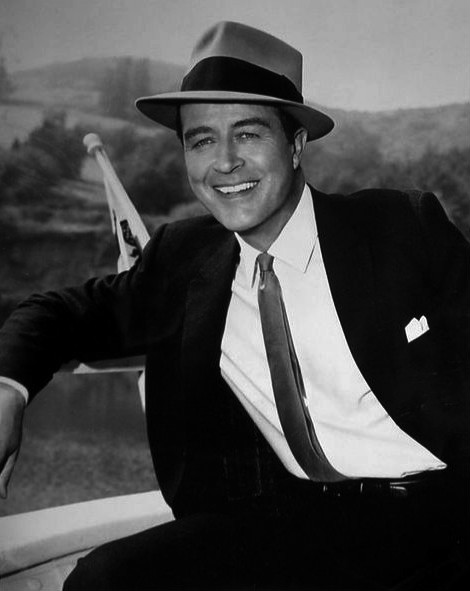
Ray Milland († 1986)

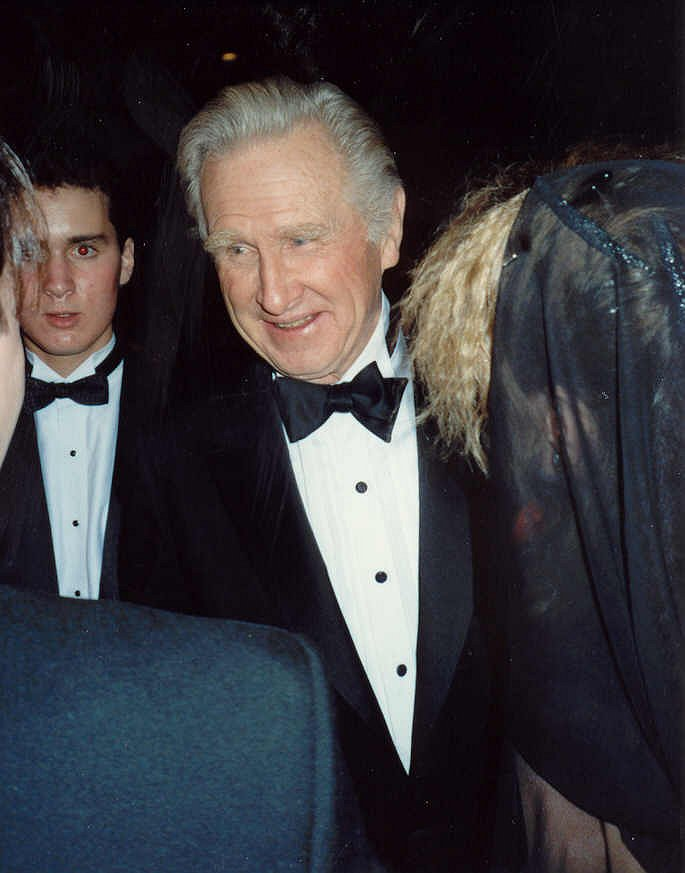
Lloyd Bridges († 1998)

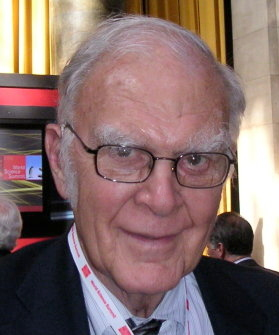
Sherwood Rowland († 2012)

- 1222 – Jan I. Sverkersson, švédský král (* 1201)
- 1312 – Kazimír Bytomský, kníže opolský a bytomský
- 1528 – Balthasar Hubmaier, německý anabaptistický teolog (* nejspíše 1485)
- 1615 – Svatý Jan Ogilvie, mučedník, skotský konvertita (* 1579)
- 1701 – Johann Schelle, německý hudební skladatel (* 6. září 1648)
- 1792 – John Stuart, skotský šlechtic a britský premiér (* 25. května 1713)
- 1819 – Friedrich Heinrich Jacobi, německý spisovatel a filosof, kritik novověkého racionalismu (* 25. ledna 1743)
- 1825 – Carl Brandan Mollweide, německý matematik a astronom (* 3. února 1774)
- 1826 – Jan VI. Portugalský, portugalský král (* 13. května 1767)
- 1832 – Muzio Clementi, italský hudební skladatel (* 23. ledna 1752)
- 1849 – Robert Shaw, britský poslanec a bankéř (* 29. ledna 1774)
- 1851 – Leopold, princ ze Salerna, neapolský princ (* 2. července 1790)
- 1852 – Armand Marrast, francouzský novinář (* 5. června 1801)
- 1855 – Karel Maria Isidor Bourbonský, španělský infant zmámý jako „Don Carlos“ (* 29. března 1788)
- 1861 – Taras Ševčenko, ukrajinský básník a umělec (* 9. března 1814)
- 1864 – Maxmilián II. Bavorský, bavorský král (* 28. listopadu 1811)
- 1866 – Jicchak Me'ir Alter, polský rabín dynastie Ger (* 1799)
- 1872 – Giuseppe Mazzini, italský filozof (* 22. června 1805)
- 1873 – Pavlína Württemberská, württemberská královna (* 4. srpen 1800)
- 1874
  - Moritz Hermann Jacobi, německý a ruský fyzik (* 21. září 1801)
  - Jean Cruveilhier, francouzský anatom (* 9. února 1791)
- 1875 – Joseph Daussoigne-Méhul, francouzský hudební skladatel a pedagog (* 10. června 1790)
- 1876 – Svetozar Marković, srbský realistický spisovatel (* 21. září 1846)
- 1884 – Bernardo Guimarães, brazilský spisovatel (* 15. srpna 1825)
- 1889 – Jan IV. Etiopský, etiopský císař (* 12. června 1837)
- 1895 – Charles Frederick Worth, pařížský módní návrhář (* 13. října 1825)
- 1898 – George Müller, zakladatel sítě sirotčinců v Anglii (* 27. září 1805)
- 1910 – Karl Lueger, starosta Vídně (* 24. října 1844)
- 1919 – Leo Jogiches, spoluzakladatel komunistické strany Německa (* 17. července 1867)
- 1920 – Wilhelm J. Burger, rakouský fotograf a malíř (* 15. března 1844)
- 1933 – Ivo Prodan, kněz, politik, chorvatský bán (* 10. prosince 1852)
- 1936 – Marie-Joseph Lagrange, francouzský biblista (* 7. března 1855)
- 1937 – Jevgenij Zamjatin, ruský spisovatel (* 1. února 1884)
- 1938
  - Wilhelm Ressel, rakouský spisovatel (* 8. ledna 1852)
  - Ahn Chang-Ho, aktivista v hnutí za nezávislost Koreje (* 9. října 1878)
- 1940 – Michail Bulgakov, sovětský prozaik a dramatik (* 15. května 1891)
- 1942
  - William Henry Bragg, britský fyzik, nositel Nobelovy ceny (* 2. července 1862)
  - Wilbur Scoville, americký lékárník (* 22. ledna 1865)
- 1946 – Karl Haushofer, německý geograf a geopolitik (* 27. srpna 1869)
- 1948 – Zelda Fitzgeraldová, americká spisovatelka (* 24. července 1900)
- 1951 – Kidžúró Šidehara, japonský politik (* 13. září 1872)
- 1960 – Xenie Petrović-Njegoš, černohorská princezna (* 22. dubna 1881)
- 1962 – William Wauer, německý sochař (* 26. října 1866)
- 1964 – Oliver Sandys, britská spisovatelka, scenáristka a herečka (* 7. října 1886)
- 1969 – Pavel Blaschke, německý hudební skladatel (* 24. května 1885)
- 1974 – Bolesław Kominek, polský arcibiskup a kardinál (* 23. prosince 1903)
- 1977 – Wim Schermerhorn, premiér Nizozemska (* 17. prosince 1894)
- 1982
  - Milo Urban, slovenský spisovatel (* 24. srpna 1904)
  - Tádž ol-Molouk, íránská královna (* 17. března 1896)
- 1985
  - Cornelius Van Niel, americký mikrobiolog (* 4. listopadu 1897)
  - Konstantin Ustinovič Černěnko, nejvyšší představitel Sovětského svazu (* 24. srpna 1911)
- 1986 – Ray Milland, velšský herec (* 3. ledna 1907)
- 1998
  - Ilse Bing, německá avantgardní a komerční fotografka (* 23. března 1899)
  - Lloyd Bridges, americký herec (* 15. ledna 1913)
- 2000
  - William Porter, americký olympijský vítěz v běhu na 110 metrů překážek (* 24. března 1926)
  - John Thomas Sladek, americký spisovatel vědeckofantastické literatury (* 15. prosince 1937)
- 2002 – Shirley Scott, americká varhanice (* 14. března 1934)
- 2003 – Naftali Temu, keňský atlet, běžec na dlouhé tratě, olympijský vítěz (* 20. dubna 1945)
- 2004 – Vlastimil Herold, slovenský výtvarník a filmař (* 19. července 1924)
- 2005 – Danny Joe Brown, americký hudebník, skladatel a zpěvák (* 24. srpna 1951)
- 2010 – Alexandru Mirodan, rumunský a izraelský dramatik, novinář a literární historik (* 5. června 1927)
- 2012
  - Sherwood Rowland, americký chemik, Nobelova cena za chemii 1995 (* 28. června 1927)
  - Jean Giraud, francouzský komiksový kreslíř (* 8. května 1938)
- 2013 – František Gregor, slovenský hokejista, československý reprezentant (* 8. prosince 1938)
- 2015 – Richard Glatzer, americký herec (* 28. ledna 1952)
- 2017 – John Surtees, automobilový a motocyklový závodník (* 11. února 1934)

## Svátky

### Česko
- Viktorie
- Ildika
- Melisa, Melita
- Vlajka pro Tibet

### Svět
- Den práv Tibetu
- Slovensko – Branislav
- Mezinárodní den soudkyň

## Pranostiky

### Česko
- Mrzne-li v den Čtyřiceti mučedníků, mrzne potom ještě 40 dní.
- Mrzne-li na den Čtyřiceti mučedníků, přijde ještě čtyřicet ranních mrazíků.
- Čtyřicet mučedníků – čtyřicet mrazíků.
- Podle Čtyřiceti budeš Petra míti.
- Mrzne-li na den Čtyřiceti mučedníků, bude úrodný rok.
- Svatá panna Viktorie obrázky na okna ryje.
- Prší-li v den Čtyřiceti učedníků, prší pak 40 dnů.
- Podle Čtyřiceti můžeš seti hrách i viku

| 10. březen v pražském KlementinuÚdaje jsou platné k 8. 7. 2025. | 10. březen v pražském KlementinuÚdaje jsou platné k 8. 7. 2025. | 10. březen v pražském KlementinuÚdaje jsou platné k 8. 7. 2025. |
| minimum                                                         | denní průměr                                                    | maximum                                                         |
| --------------------------------------------------------------- | --------------------------------------------------------------- | --------------------------------------------------------------- |
| −11,0 °C (1800)                                                 | 4,3 °C (od 1961)                                                | 17,6 °C (1948)                                                  |